# Hippeastrum evansiae
Hippeastrum evansiae é uma planta bulbosa herbácea perene florida, da família Amaryllidaceae, nativa da Bolívia.

## Descrição e habitat
Hippeastrum evansiae é raro porque seu habitat natural está sendo usado para a agricultura. Hippeastrum evansiae cresce em florestas quentes e secas e prefere um inverno quente e seco. É uma das menores espécies do gênero Hippeastrum.

## Taxonomia
Descrito por Traub & ISNelson em 1956, e o nome formalmente aceito em 1963.